# Адана (вилайет)
Вилайет Адана (осман. ولايت اطنه, Vilâyet-i Adana‎;) — административная единица первого уровня (вилайет) Османской империи, располагавшаяся на юго-востоке Малой Азии и охватывавшая историческую область Киликия. Вилайет Адана был образован в мае 1869 года. Он граничил на западе с вилайетом Конья, на севере с вилайетами Анкара и Сивас, на востоке и юге с вилайетом Алеппо. Территория вилайета Адана соответствует современному географическо-культурному региону Чукурова в Турции.

## Демография
В начале XX века площадь вилайета Адана составляла 37 540 км², в то время как предварительные результаты первой османской переписи 1885 года (опубликованные в 1908 году) оценивали население вилайета в 402 439 человек. Точность данных этой переписи колеблется от "приближённых" к "просто предположительным" в зависимости от регионов, в которых они были собраны.
По переписи 1844 года, армяне составляли абсолютное большинство населения вилайета. В 1894-96 годах и в 1909 году, в вилайете прокатилась волна армянских погромов, в результате которой, численность армян значительно сократилась. По данным Константинопольского патриархата, в 1912 году в вилайете Адана ,этнический состав был следующим:Иоанн (Гуайта).
| Национальность | 1912    | %        |
| -------------- | ------- | -------- |
| Всего          | 490.000 | 100,00 % |
| Армяне         | 205.000 | 41,8 %   |
| Турки          | 78.000  | 15,9 %   |
| Курды          | 70.000  | 14,2 %   |
| Греки          | 40.000  | 8,2 %    |
| Арабы          | 30.000  | 6,1 %    |
| Ассирийцы      | 20.000  | 4,1 %    |
| Черкесы        | 15.000  | 3,1 %    |
| прочие         | 32.000  | 6,5 %    |

| Религиозный состав | 1912    | %        |
| ------------------ | ------- | -------- |
| Всего              | 490.000 | 100,00 % |
| Христиане          | 270.000 | 55,1 %   |
| Мусульмане         | 205.000 | 41,8 %   |
| прочие             | 15.000  | 3 %      |

## Экономика
В энциклопедии «Британника» 1911 года вилайет описывался как богатый полезными ископаемыми в горных районах и обладающий плодородными равнинами на побережье равнины, где производились хлопок, рис, крупы, сахар и фрукты. В 1920 году отмечалась лесистость западной части вилайета с недостаточно развитым сельскохозяйственным производством. Изготовление хлопка получило наибольшее распространение в вилайете до Первой мировой войны. В 1912 году в регионе было произведено 110 000 тюков хлопка и 35 000 тонн хлопка-сырца. В начале XX века в вилайете добывался пирит.

## Административное деление
Вилайет Адана состоял из следующих санджаков:
1. Санджак Адана (Адана (столица), Хамидийе, Караисалы)
2. Санджак Мерсин (Мерсин (столица), Тарсус)
3. Санджак Джебель-и Берекет (Ярпуз[англ.] (столица), Османие, Ислахие, Буланык, Хасса)
4. Санджак Козан (Сис (столица), Хаджын, Феке, Карс-ы Зюлькадрийе)
5. Санджак Ичель (Силифке (столица), Анамур, Эрменек, Гюльнар, Мут)